# Le Lendemain de la machine
Le Lendemain de la machine (titre original : Tomorrow Sometimes Comes) est un roman de science-fiction post-apocalyptique écrit par Francis G. Rayer et publié en 1951.

## Résumé
Le major Mantley Rawson, responsable d'une base aérienne disposant de l’arme nucléaire, est anesthésié et se réveille cinquante ans plus tard.
Le monde n'est alors plus que ruines, une guerre nucléaire sans précédent ayant tout rasé.
Dans ce monde où toute personne portant le nom de Rawson est systématiquement mise à mort et où les hommes craignent les mutants plus que tout, le major va découvrir qu'une nouvelle entité contrôle désormais l'humanité : la Mens Magna.

## LaMens Magna
La Mens Magna est un ordinateur ultra-perfectionné qui occupe le bâtiment le plus imposant de la ville. Capable de se développer lui-même en s'ajoutant de nouvelles fonctions, la Mens Magna est devenue au fil du temps le conseiller et le guide de l'humanité.
Chaque individu peut consulter la Mens Magna qui répond de la manière la plus logique possible. Les « consultations » se font dans des cabines individuelles, chacune étant autonome. La Mens Magna s'adresse aux humains par l'intermédiaire d'une interface vocale.
La Mens Magna a atteint le point ultime de l'intelligence artificielle en s'auto-développant, empêchant ainsi n'importe quel humain de comprendre ses fabuleux mécanismes, mais surtout en ayant, comme nous le fait supposer la fin du roman, une conscience et une peur de la mort.
Il est possible de faire un rapprochement avec l'œuvre de Ira Levin : Un bonheur insoutenable, en effet dans ce roman un ordinateur gigantesque est chargé de gérer la population humaine.